# Harry Harlow
(Harry F. Harlow)
Harry Frederick Harlow (Fairfield, 31 ottobre 1905 – Tucson, 6 dicembre 1981) è stato uno psicologo statunitense, noto soprattutto per le sue ricerche sulla psicologia comparata e sull'affettività.

## Biografia
Docente di psicologia all'Università del Wisconsin a Madison, qui fonda il Primate Laboratory, dove conduce delle importanti e pionieristiche ricerche sui primati e sulla centrale rilevanza del sistema di attaccamento nella relazione madre-figlio. In particolare, da suoi esperimenti condotti su scimmie Rhesus dimostrò che l'attaccamento infantile tra la madre e il figlio è dovuto prettamente a sensazioni tattili e alla vicinanza fisica; inoltre, concluse come l'isolamento totale dalla figura materna comporti una perturbazione deleteria permanente del futuro comportamento sociale e della motivazione, con effetti per di più transgenerazionali.
Harlow iniziò la sua carriera proprio occupandosi (spesso, assieme alla moglie, Clara Mears) di studi sperimentali sui processi cognitivi dei macachi rhesus, dopo aver condotto ricerche sui meccanismi dell'apprendimento. Tra le sue ricerche più importanti della prima fase del suo lavoro si deve ricordare il Wisconsin General Test Apparatus (WGTA), una complessa struttura a cubicolo che aveva lo scopo di misurare prestazioni di apprendimento e memoria delle scimmie. Questa sua esperienza con i macachi gli fece acquisire nel tempo significative competenze nell'allevamento di queste scimmie, comprendendone la psicologia dello sviluppo.
Divenne così il responsabile di uno dei più grandi centri di allevamento di macachi destinati a ricerche di carattere scientifico. Poiché tale allevamento presentava elevati rischi di infezione, gli sperimentatori furono costretti ad assumere misure preventive drastiche, come ad esempio quella di togliere i piccoli appena nati alle madri naturali, quindi farli crescere in isolamento. Ma fu proprio l'osservazione continua dei piccoli di macaco così isolati nelle gabbie a suscitare in Harlow una serie di interrogativi sulla “natura dell'amore” e sui risvolti di tale isolamento dalle cure materne precoci. In particolare, Harlow si accorse che un panno di morbido cotone utilizzato nelle gabbie dei piccoli per motivi igienici diveniva quasi istantaneamente un riferimento affettivo per gli animali, che manifestavano segni di forte irritazione e frustrazione ogni volta che il panno veniva rimosso durante le pulizie. In qualche caso, la privazione prolungata del panno di cotone sembrò ad Harlow ed ai suoi collaboratori essere stata perfino causa della morte dell'animale.
A partire da queste osservazioni, nei primi anni '50 Harlow concepì poi una serie di ingegnosi esperimenti volti a indagare la relazione tra la madre e il piccolo, nonché individuare i processi di formazione dei legami affettivi. In queste ricerche, Harlow chiarì una cosa fondamentale: che la spinta del piccolo verso la madre non ha la sua spiegazione principale nella gratificazione dovuta all'allattamento, ma in un bisogno di rassicurazione che trova nel contatto corporeo la fonte di soddisfazione più importante.
L'esperimento più significativo in questo senso è stato quello realizzato, nella seconda metà degli anni '50, con le due cosiddette "madri artificiali". Sulla base di quanto maturato dalle precedenti osservazioni sui comportamenti dei piccoli di macaco con i panni di cotone, Harlow creò due modelli di madre artificiale: una "morbida", costruita con un panno di cotone, e una "dura", costituita soltanto da un'intelaiatura metallica a mo' di fantoccio. Nell'esperimento centrale di questa serie di esperienze, le due madri artificiali erano situate all'interno di uno stesso cubicolo e separate da un pannello di legno che ne permetteva tuttavia l'intercomunicazione. La madre “dura” (cioè, solamente in metallo, senza alcun rivestimento in tessuto) era dotata di un biberon di latte con relativa tettarella, mentre la madre "morbida", con tessuto spugnoso in cotone, ne era priva. L'esperimento consisteva sostanzialmente nel misurare il tempo trascorso dai piccoli con ciascuno di questi due surrogati materni. I sorprendenti risultati, come ebbe a dire lo stesso Harlow, superarono ogni aspettativa: la madre “dura” veniva utilizzata soltanto per nutrirsi, mentre il piccolo passava gran parte del suo tempo con quella "morbida".
Successive ricerche confermarono che l'attaccamento è il bisogno primario e che il cucciolo lo ricerca attivamente alla vista della madre, anche se questa lo rifiuta o lo percuote. Il contatto fisico con cuccioli si è poi dimostrato avere un effetto benefico anche su scimmie adulte classificate asociali o psicotiche, le quali, costrette all'allattamento, guariscono dalla loro psicosi.
Negli Stati Uniti, intorno agli anni '20, il fondatore del comportamentismo, John Watson, aveva sostenuto che le madri non dovevano coccolare i piccoli, per non generare pericolose forme di attaccamento e dipendenza dei figli nei loro confronti; e anche negli orfanotrofi il comportamento delle infermiere veniva dunque improntato a una ferma distanza dai piccoli. Harlow rovesciò fortunatamente, con i suoi pionieristici esperimenti, questa concezione errata e deleteria, dimostrando come padri e madri (e infermiere) dovessero, al contrario, curare il contatto fisico con il piccolo, una condizione, questa, che andava considerata un elemento base indispensabile per garantire le condizioni minime di adattamento all'ambiente sia in senso relazionale che psicofisico. I suoi risultati sperimentali vennero particolarmente apprezzati da John Bowlby, che ne fece ampio uso nelle sue ricerche sull'attaccamento.
Tra le pubblicazioni di Harlow, ricordiamo La natura dell'amore (1958), La depressione nei primati (1971), Primati non umani e psicosi (1971) e Learning to Love (1978).

## Considerazioni etiche
Gli esperimenti realizzati da Harlow all'università del Wisconsin con i piccoli dei macachi ebbero una risonanza che andò molto oltre gli Stati Uniti. Il documentario della CBS che li descrive, diretto da Harold Mayer, venne trasmesso sulle reti nazionali dei principali paesi europei negli anni '60, con effetti significativi sulla popolazione.
Nonostante la loro importanza dal punto di vista scientifico, tuttavia la valutazione etica degli esperimenti di Harlow fu controversa per l'isolamento precoce inflitto ai cuccioli di scimmia per periodi lunghi anche due anni, provocando in questi animali gravissimi disturbi mentali a causa degli stress deliberatamente inflittigli. Alcuni ricercatori citano le conseguenti reazioni pubbliche agli esperimenti di Harlow come una delle principali ragioni della crescita della sensibilità animalista negli Stati Uniti. A tal proposito, una frase dello stesso Harlow venne citata all'epoca come "epigrafe" da Richard Ryder in uno dei più importanti saggi critici verso gli esperimenti animali:
(H.F. Harlow, Journal of Comparative and Physiological Psychology, 1962)
Una delle più interessanti e complete discussioni critiche sulle implicazioni etiche del lavoro di Harlow si trova nel saggio di Marga Vicedo, intitolato Mothers, machines and morals: Harry Harlow's works on primate love from lab to legend.

## Opere principali
- H.F. Harlow, A.M. Schrier, F. Stollnitz (Eds.), Behavior of Nonhuman Primates: Modern Research Trends, Volume I, New York, Academic Press, Inc., 1965.
- H.F. Harlow, J.L. McGaugh, R.F. Thompson, Psicologia come scienza del comportamento, Milano, A. Mondadori Editore, 1973.
- H.F. Harlow, Learning to Love, Lanham (Maryland), Jason Aronson Inc. Publishers, 1978.